# هنريك لوفكفيست
هنريك لوفكفيست (بالسويدية: Henrik Löfkvist)‏ هو لاعب كرة قدم سويدي في مركز الدفاع، ولد في 5 مايو 1995 في السويد. لعب مع نادي كالمار.

## وصلات خارجية
- هنريك لوفكفيست على موقع اتحاد السويد (السويدية)
- هنريك لوفكفيست على موقع قاعدة بيانات كرة القدم.إي يو (الإنجليزية)